# Toma de Jonuta (1863)
La Toma de Jonuta tuvo lugar el 21 de febrero de 1863 en el estado mexicano de Tabasco, durante la Segunda Intervención Francesa en México. 

## Antecedentes
Por decreto del 19 de febrero de 1862, se erigió en estado de la federación el distrito de Campeche, con lo cual se perdía el territorio de la isla del Carmen y Palizada que pertenecían a Tabasco. La isla del Carmen, fue una de las primeras regiones en unirse a los invasores, el jefe político de ese puerto, Tomás Marín apoyado por el comandante del buque francés L'Eclair fue el encargado de invitar al gobernador de Tabasco Victorio Victorino Dueñas de unirse a los intervencionistas y en caso de no hacerlo, lo amenazó con un bloqueo naval. Dueñas respondió que Tabasco respondería en caso de ser invadido y ordenó preparar la defensa.

## La Batalla
Ante la inminente invasión, el gobernador de Tabasco Victorio Victorino Dueñas, se apresuró a enviar a Jonuta a Francisco Vidaña al frente del Batallón de Voluntarios de Zaragoza y al capitán Pedro Fabre a situarse en Palizada para repeler el ataque, el cual tuvo lugar en el punto llamado "San Joaquín", desde donde desalojaron a los invasores.
Sin embargo, ya establecidas en Palizada, las tropas francesas al mando de Eduardo González Arévalo reciben más refuerzos de Cayetano Escardini, Joaquín del Campo y Guillermo Pampillón, y apoyados con los buques de guerra La Corina y La Diana  inician el ataque a la población de Jonuta, la cual cae en poder de los intervencionistas el 21 de febrero de 1863, haciendo huir a las autoridades y habitantes quienes se refugian en Tepetitan, municipio de Macuspana, iniciando así la invasión de Tabasco.
Los franceses instalan en Jonuta su campamento para bloquear las rutas de abastecimiento hacia la capital del estado San Juan Bautista. 
En este lugar permanecerían los franceses hasta 1866 en que son expulsados definitivamente después del Sitio de Jonuta realizado por las fuerzas republicanas tabasqueñas al mando del coronel Gregorio Méndez.